# فرديناند كاريه
فرديناند كاريه (Ferdinand Carré) ولد عام 1824 - وتوفي عام 1894. كان مهندس فرنسي. قام باختراع أول جهاز تبريد (آلة لصناعة الثلج بطريقة امتصاص الماء والنشادر) بين عامي 1857 و1863، وتحصل على براءة اختراع عام 1859. كما عمل في مجال الكهرباء، فاخترع معدل النور الكهربائي، وآلة كاريه (آلة لإنتاج الكهرباء ذو الجهد العالي).